# Андроник I Комнин
Андроник I Комнин (на гръцки: Ανδρόνικος Α’ Κομνηνός; ок. 1120 – септември 1185) е византийски император от 1183 до 1185 година. Андроник I, чието кратко царуване се отличава с безпрецедентна деспотичност, е последният василевс от династията на Комнините управлявал в Константинопол.

## Произход и ранни години
Андроник I произхожда от знатен императорски род – баща му е кесар и севастократор Исак Комнин, трети син на византийския император Алексий I Комнин. Исак прави два неуспешни опита да узурпира трона – в 1130 г. срещу брат си Йоан II Комнин и в 1147 г. срещу сина на брат си Мануил I Комнин, преди да приключи живота си в манастир.
Самият Андроник, който е внук, племенник, братовчед и чичо на императори, също е обзет от амбицията за власт. Той притежава забележителни способности, съчетани с крайно енергичен и безскрупулен характер. Андроник участва в заговор против братовчед си император Мануил I Комнин (1143 – 1180), но е разкрит и арестуван (1153 г.). След години успява да избяга от затвора (1165 г.) и посещава множество европейски, кръстоносни и мюсюлмански дворове, придобивайки романтичната слава на авантюрист, прелъстител на принцеси, участник в дворцови интриги.

## Възцаряване
След смъртта на император Мануил I Комнин през 1180 г. престолът е наследен от непълнолетния му син Алексий II Комнин. От негово име управлява майка му Мария Антиохийска, начело на регентски съвет. Виждайки възможност за преврат, Андроник се връща във Византия начело на армия от турски наемници. В резултат от борбата за влияние между дворцовите партии в столицата избухват поредица от бунтове, които улесняват издигането на Андроник до трона. С умела демагогия той използва народното недоволство против прекомерното влияние на латините в управлението и устройва невиждан погром в квартала на латините в Константинопол, в който загиват ок. 80 хил. души. Тази жестокост окончателно настройва католическите владетели против Византия.
През 1182 г. Андроник сваля от регентския пост Мария Антиохийска, принуждава Алексий II Комнин да подпише нейната смъртна присъда и я убива скоро след това. Отровени са Мария Комнина Порфирогенита и съпругът ѝ кесарят Рение Монфератски – хората, които са му помогнали да се възкачи на византийския трон.
Заграбвайки регентството, Андроник остава без противници и се обявява за съимператор на Алексий II, а един ден след това е коронясан за старши съимператор. Така цялата власт се съсредоточава в ръцете на Андроник I.

## Император на Византия
През 1183 г. Алексий II е удушен от поддръжници на неговия съимператор Андроник Комнин. Тялото му е подритнато от Андроник и след това хвърлено в морето. След това 65-годишният Андроник изнасилва 12-годишната Агнес и се омъжва за нея. Скоро новият император ужасява благородниците със своята развратност и арогантност, както и с терора, който упражнява спрямо тях.
През краткото си управление като император Андроник I Комнин води политика на ограничаване на властта на своеволните западни олигарси, които имали цели армии и не се подчинявали на централната власт в Константинопол. Стреми се да укрепи бюрокрацията, бори се срещу корупцията. Неговите мерки обаче са твърде сурови и това му спечелва много врагове сред знатните.
Усещайки, че губи контрол над безмитната търговия Андроник разтрогва договора, наречен Златната була, който изсмуквал последните запаси на империята. За кратко той конфискува всички чужди предприятия, но това настройва силните Венеция и Генуа срещу Византия.
През 1185 г. Андроник I Комнин се отправя на поход към нахлулите в Епир нормани от Сицилия. След като войната се развива неблагоприятно за императора, се налага той да се завърне безславно в Константинопол. През това време там избухва бунт начело с избягалия от затвора Исак II Ангел, който освобождава арестуваните по политически причини и бързо събира привърженици. Разбирайки че губи властта в столицата, Андроник се опитва да избяга с кораб от там, но корабът се натъква на буря и се връща в пристанището. Бившият василевс е заловен и въпреки че произнася пламенно слово в своя защита, той е осъден, линчуван, подложен на изтезания, осакатен и жестоко убит от освирепялата тълпа.

## Бракове и потомство
Андроник I Комнин има два официални брака и неизвестен брой извънбрачни връзки. От първата си жена (неизвестно име) са родени:
- Мануил Комнин, съимператор, убит в 1185 г.; синовете му основават Трапезундската империя
- Йоан Комнин, съимператор, убит в 1185 г.
- Мария Комнина, омъжена за Теодор Синадин[2]

Няма деца от Агнес Френска. От любовницата му Теодора Комнина (кралица на Йерусалим) негови потомци са:
- Алексий Комнин, избягал в Грузия
- Ирина Комнина